# Ergün Penbe
Ergün Penbe (Zonguldak, 17 maggio 1972) è un allenatore di calcio ed ex calciatore turco, di ruolo centrocampista.
Vinse una Coppa UEFA (1999-2000) e una Supercoppa UEFA (2000) vestendo i colori del Galatasaray.

## Palmarès

### Giocatore

#### Competizioni nazionali
- Campionato turco: 6

Galatasaray: 1996-1997, 1997-1998, 1998-1999, 1999-2000, 2001-2002, 2005-2006
- Coppa di Turchia: 4

Galatasaray: 1995-1996, 1998-1999, 1999-2000, 2004-2005

#### Competizioni internazionali
- Coppa UEFA: 1

Galatasaray: 1999-2000
- Supercoppa UEFA: 1

Galatasaray: 2000

## Statistiche

### Cronologia presenze e reti in Nazionale
| Cronologia completa delle presenze e delle reti in nazionale ― Turchia | Cronologia completa delle presenze e delle reti in nazionale ― Turchia | Cronologia completa delle presenze e delle reti in nazionale ― Turchia | Cronologia completa delle presenze e delle reti in nazionale ― Turchia | Cronologia completa delle presenze e delle reti in nazionale ― Turchia | Cronologia completa delle presenze e delle reti in nazionale ― Turchia | Cronologia completa delle presenze e delle reti in nazionale ― Turchia | Cronologia completa delle presenze e delle reti in nazionale ― Turchia |
| Data                                                                   | Città                                                                  | In casa                                                                | Risultato                                                              | Ospiti                                                                 | Competizione                                                           | Reti                                                                   | Note                                                                   |
| ---------------------------------------------------------------------- | ---------------------------------------------------------------------- | ---------------------------------------------------------------------- | ---------------------------------------------------------------------- | ---------------------------------------------------------------------- | ---------------------------------------------------------------------- | ---------------------------------------------------------------------- | ---------------------------------------------------------------------- |
| 20-4-1994                                                              | Bursa                                                                  | Turchia                                                                | 0 – 1                                                                  | Russia                                                                 | Amichevole                                                             | -                                                                      |                                                                        |
| 20-8-1997                                                              | Istanbul                                                               | Turchia                                                                | 6 – 4                                                                  | Galles                                                                 | Qual. Mondiali 1998                                                    | -                                                                      |                                                                        |
| 10-9-1997                                                              | Serravalle                                                             | San Marino                                                             | 0 – 5                                                                  | Turchia                                                                | Qual. Mondiali 1998                                                    | -                                                                      |                                                                        |
| 9-10-1999                                                              | Monaco di Baviera                                                      | Germania                                                               | 0 – 0                                                                  | Turchia                                                                | Qual. Euro 2000                                                        | -                                                                      |                                                                        |
| 11-6-2000                                                              | Arnhem                                                                 | Turchia                                                                | 1 – 2                                                                  | Italia                                                                 | Euro 2000 - 1º turno                                                   | -                                                                      |                                                                        |
| 19-6-2000                                                              | Bruxelles                                                              | Turchia                                                                | 2 – 0                                                                  | Belgio                                                                 | Euro 2000 - 1º turno                                                   | -                                                                      |                                                                        |
| 24-6-2000                                                              | Amsterdam                                                              | Turchia                                                                | 0 – 2                                                                  | Portogallo                                                             | Euro 2000 - Quarti di finale                                           | -                                                                      |                                                                        |
| 16-8-2000                                                              | Sarajevo                                                               | Bosnia ed Erzegovina                                                   | 2 – 0                                                                  | Turchia                                                                | Amichevole                                                             | -                                                                      |                                                                        |
| 7-10-2000                                                              | Göteborg                                                               | Svezia                                                                 | 1 – 1                                                                  | Turchia                                                                | Qual. Mondiali 2002                                                    | -                                                                      |                                                                        |
| 11-10-2000                                                             | Baku                                                                   | Azerbaigian                                                            | 0 – 1                                                                  | Turchia                                                                | Qual. Mondiali 2002                                                    | -                                                                      |                                                                        |
| 15-11-2000                                                             | Istanbul                                                               | Turchia                                                                | 0 – 4                                                                  | Francia                                                                | Amichevole                                                             | -                                                                      |                                                                        |
| 24-3-2001                                                              | Istanbul                                                               | Turchia                                                                | 1 – 1                                                                  | Slovacchia                                                             | Qual. Mondiali 2002                                                    | -                                                                      |                                                                        |
| 28-3-2001                                                              | Skopje                                                                 | Macedonia                                                              | 1 – 2                                                                  | Turchia                                                                | Qual. Mondiali 2002                                                    | -                                                                      |                                                                        |
| 2-6-2001                                                               | Istanbul                                                               | Turchia                                                                | 3 – 0                                                                  | Azerbaigian                                                            | Qual. Mondiali 2002                                                    | -                                                                      |                                                                        |
| 15-8-2001                                                              | Oslo                                                                   | Norvegia                                                               | 1 – 1                                                                  | Turchia                                                                | Amichevole                                                             | -                                                                      |                                                                        |
| 5-9-2001                                                               | Istanbul                                                               | Turchia                                                                | 1 – 2                                                                  | Svezia                                                                 | Qual. Mondiali 2002                                                    | -                                                                      |                                                                        |
| 6-10-2001                                                              | Chișinău                                                               | Moldavia                                                               | 0 – 3                                                                  | Turchia                                                                | Qual. Mondiali 2002                                                    | -                                                                      |                                                                        |
| 10-11-2001                                                             | Vienna                                                                 | Austria                                                                | 0 – 1                                                                  | Turchia                                                                | Qual. Mondiali 2002                                                    | -                                                                      |                                                                        |
| 12-2-2002                                                              | Breda                                                                  | Turchia                                                                | 0 – 1                                                                  | Ecuador                                                                | Amichevole                                                             | -                                                                      |                                                                        |
| 26-3-2002                                                              | Bochum                                                                 | Corea del Sud                                                          | 0 – 0                                                                  | Turchia                                                                | Amichevole                                                             | -                                                                      |                                                                        |
| 17-4-2002                                                              | Kerkrade                                                               | Turchia                                                                | 2 – 0                                                                  | Cile                                                                   | Amichevole                                                             | -                                                                      |                                                                        |
| 23-5-2002                                                              | Hong Kong                                                              | Sudafrica                                                              | 2 – 0                                                                  | Turchia                                                                | Amichevole                                                             | -                                                                      |                                                                        |
| 9-6-2002                                                               | Incheon                                                                | Turchia                                                                | 1 – 1                                                                  | Costa Rica                                                             | Mondiali 2002 - 1º turno                                               | -                                                                      |                                                                        |
| 18-6-2002                                                              | Rifu                                                                   | Giappone                                                               | 0 – 1                                                                  | Turchia                                                                | Mondiali 2002 - Ottavi di finale                                       | -                                                                      |                                                                        |
| 22-6-2002                                                              | Osaka                                                                  | Senegal                                                                | 0 – 1                                                                  | Turchia                                                                | Mondiali 2002 - Quarti di finale                                       | -                                                                      |                                                                        |
| 26-6-2002                                                              | Saitama                                                                | Brasile                                                                | 1 – 0                                                                  | Turchia                                                                | Mondiali 2002 - Semifinali                                             | -                                                                      |                                                                        |
| 29-6-2002                                                              | Taegu                                                                  | Corea del Sud                                                          | 2 – 3                                                                  | Turchia                                                                | Mondiali 2002 - Finale 3º posto                                        | -                                                                      |                                                                        |
| 12-10-2002                                                             | Skopje                                                                 | Macedonia                                                              | 1 – 2                                                                  | Turchia                                                                | Qual. Euro 2004                                                        | -                                                                      |                                                                        |
| 16-10-2002                                                             | Istanbul                                                               | Turchia                                                                | 5 – 0                                                                  | Liechtenstein                                                          | Qual. Euro 2004                                                        | -                                                                      |                                                                        |
| 20-11-2002                                                             | Pescara                                                                | Italia                                                                 | 1 – 1                                                                  | Turchia                                                                | Amichevole                                                             | -                                                                      |                                                                        |
| 12-2-2003                                                              | Smirne                                                                 | Turchia                                                                | 0 – 0                                                                  | Ucraina                                                                | Amichevole                                                             | -                                                                      |                                                                        |
| 2-4-2003                                                               | Sunderland                                                             | Inghilterra                                                            | 2 – 0                                                                  | Turchia                                                                | Qual. Euro 2004                                                        | -                                                                      |                                                                        |
| 30-4-2003                                                              | Teplice                                                                | Rep. Ceca                                                              | 4 – 0                                                                  | Turchia                                                                | Amichevole                                                             | -                                                                      |                                                                        |
| 7-6-2003                                                               | Bratislava                                                             | Slovacchia                                                             | 0 – 1                                                                  | Turchia                                                                | Qual. Euro 2004                                                        | -                                                                      |                                                                        |
| 11-6-2003                                                              | Istanbul                                                               | Turchia                                                                | 3 – 2                                                                  | Macedonia                                                              | Qual. Euro 2004                                                        | -                                                                      |                                                                        |
| 19-6-2003                                                              | Saint-Étienne                                                          | Turchia                                                                | 2 – 1                                                                  | Stati Uniti                                                            | Conf. Cup 2003 - 1º turno                                              | -                                                                      |                                                                        |
| 21-6-2003                                                              | Saint-Denis                                                            | Camerun                                                                | 1 – 0                                                                  | Turchia                                                                | Conf. Cup 2003 - 1º turno                                              | -                                                                      |                                                                        |
| 23-6-2003                                                              | Saint-Étienne                                                          | Brasile                                                                | 2 – 2                                                                  | Turchia                                                                | Conf. Cup 2003 - 1º turno                                              | -                                                                      |                                                                        |
| 26-6-2003                                                              | Saint-Denis                                                            | Francia                                                                | 3 – 2                                                                  | Turchia                                                                | Conf. Cup 2003 - Semifinali                                            | -                                                                      |                                                                        |
| 28-6-2003                                                              | Saint-Étienne                                                          | Colombia                                                               | 1 – 2                                                                  | Turchia                                                                | Conf. Cup 2003 - Finale 3º posto                                       | -                                                                      |                                                                        |
| 20-8-2003                                                              | Ankara                                                                 | Turchia                                                                | 2 – 0                                                                  | Moldavia                                                               | Amichevole                                                             | -                                                                      |                                                                        |
| 6-9-2003                                                               | Vaduz                                                                  | Liechtenstein                                                          | 0 – 3                                                                  | Turchia                                                                | Qual. Euro 2004                                                        | -                                                                      |                                                                        |
| 9-9-2003                                                               | Dublino                                                                | Irlanda                                                                | 2 – 2                                                                  | Turchia                                                                | Amichevole                                                             | -                                                                      |                                                                        |
| 11-10-2003                                                             | Istanbul                                                               | Turchia                                                                | 0 – 0                                                                  | Inghilterra                                                            | Qual. Euro 2004                                                        | -                                                                      |                                                                        |
| 15-11-2003                                                             | Riga                                                                   | Lettonia                                                               | 1 – 0                                                                  | Turchia                                                                | Qual. Euro 2004                                                        | -                                                                      |                                                                        |
| 8-10-2005                                                              | Istanbul                                                               | Turchia                                                                | 2 – 1                                                                  | Germania                                                               | Amichevole                                                             | -                                                                      |                                                                        |
| 12-11-2005                                                             | Berna                                                                  | Svizzera                                                               | 2 – 0                                                                  | Turchia                                                                | Qual. Mondiali 2006                                                    | -                                                                      |                                                                        |
| 16-11-2005                                                             | Istanbul                                                               | Turchia                                                                | 4 – 2                                                                  | Svizzera                                                               | Qual. Mondiali 2006                                                    | -                                                                      |                                                                        |
| 6-9-2006                                                               | Francoforte sul Meno                                                   | Turchia                                                                | 2 – 0                                                                  | Malta                                                                  | Qual. Euro 2008                                                        | -                                                                      |                                                                        |
| Totale                                                                 |                                                                        | Presenze                                                               | 49                                                                     |                                                                        | Reti                                                                   | 0                                                                      |                                                                        |